# 戊号輸送
戊号輸送（ぼごうゆそう）とは、第二次世界大戦の太平洋戦争において、1943年（昭和18年）12月から1944年（昭和19年）1月初旬にかけて日本軍が実施した、ニューアイルランド島カビエンへの日本海軍艦艇による日本陸軍独立混成第1連隊の、輸送作戦である。

## 概要
1943年中盤、連合国軍はカートホイール作戦を発動し、同年末には日本軍の南東方面の要であったビスマルク諸島の攻略を開始した。この方面に配備されていた日本陸軍（第八方面軍）守備隊を増強するための輸送作戦を戊号輸送と呼称し、日本海軍の艦艇が投入された。ニューアイルランド島に派遣される陸軍部隊は、日本列島を出発後、トラック泊地を経由して1943年（昭和18年）12月末から1944年（昭和19年）1月初旬にかけて、ニューアイルランド島のカビエンに到着した。
連合国軍はパプアニューギニアの制空権を握るためビスマルク諸島の日本軍航空基地に空襲を実施しており、この時はアメリカ海軍の空母機動部隊に所属する航空母艦2隻（正規空母「バンカー・ヒル」、軽空母「モンテレー」）から艦上機が出撃した。カビエン空襲と同時に、三次にわたる輸送作戦に従事していた日本海軍の巡洋艦や駆逐艦を攻撃する。
しかし、カビエンの日本海軍基地航空隊は第二航空戦隊から派遣された戦闘機で増強されていた。アメリカ側の攻撃隊は零戦の邀撃や、各艦の対空砲火により、戦果をあげられなかった。日本軍による戊号輸送作戦は成功した。
なおカビエンに進出した独立混成第一連隊の一部は鼠輸送によってアドミラルティ諸島に派遣され、アドミラルティ諸島の戦いで壊滅した。

## 作戦背景
オーストラリアの信託統治領であったニューギニアやビスマルク諸島は、第二次世界大戦の太平洋戦争で日本軍の攻略目標となった。1942年（昭和17年）1月、日本海軍の第四艦隊（南洋部隊）がラバウル攻略作戦を発動し、南雲機動部隊の支援下で、ビスマルク諸島（ニューブリテン島、ニューアイルランド島）を占領した。ラバウルはソロモン諸島方面進出の拠点、パプアニューギニア方面進出の拠点、オーストラリアへの空襲を支援する拠点になった。その後、南東方面の作戦を担当するため日本海軍の第八艦隊や南東方面艦隊、日本陸軍の第8方面軍（司令官今村均陸軍中将）が新編された。
1943年（昭和18年）中盤にカートホイール作戦を発動した連合国軍は、まず中部ソロモン諸島方面におけるニュージョージア島諸島攻防戦に勝利し、次にブーゲンビル島に上陸した。日本海軍の反撃は、ブーゲンビル島沖海戦およびラバウル空襲と同方面航空戦（ろ号作戦）で撃退される。連合軍はブーゲンビル島の飛行場を整備すると、ここから発進する戦闘機と爆撃機によってラバウルを無力化し、制空権と制海権の両方を握った。だがニューアイルランド島のカビエンはアメリカ陸軍航空軍の戦闘機の航続距離外だったので、爆撃機は護衛なしでの攻撃を余儀なくされる。
そこで第3艦隊（ハルゼー提督）の高速空母機動部隊から一部艦艇が抽出され、マッカーサー軍に協力してカビエンを攻撃することになった。第37.2任務群の指揮官は“テッド”シャーマン少将、正規空母バンカー・ヒル (USS Bunker Hill, CV-9) 、軽空母モンテレー (USS Monterey, CVL-26) が選ばれた。
ニューギニア方面の攻防戦では、ダグラス・マッカーサー総司令官の指揮下で南西太平洋方面軍が長距離爆撃機（B-17など）を活用しつつ、日本軍を追い詰めていた。10月にフォン半島フィンシュハーフェンに上陸作戦をおこない、ダンピール海峡突破も時間の問題となっていた。12月15日にはニューブリテン島西端のグロスター岬に連合国軍先遣隊が上陸し、同月26日には第1海兵師団が上陸した（グロスター岬攻防戦）。
日本側は、連合国軍の進攻目標についてラバウルと考えていたし、マッカーサー将軍もそのつもりだった。実際に連合国軍がニューブリテン島西部に上陸作戦を開始し、日本軍はビスマルク諸島全域の防備を増強せねばならなくなる。カビエン港を擁するニューアイルランド島の防衛も重要であり、守備隊に対する兵力増強が要請された。小笠原諸島への派遣を予定して、栃木県宇都宮の留守第51師団で11月22日に編成を完了した独立混成第一連隊（連隊長坂本康一大佐）が派遣される。その輸送を戊号輸送と呼称する。内地から急速、安全に輸送するため、輸送は海軍艦艇によって行なわれた。この時点で日本側は再建したばかりの第三艦隊（司令長官小沢治三郎中将）の母艦航空部隊を航空戦に投入して大損害を受けており、航空母艦は内地に戻っている。このため基地航空部隊が上空援護を担当し、第二航空戦隊から零戦を派遣して航空戦力を増強した。

## 部隊編成
連合艦隊が下令した輸送部隊の編成は以下の通りであった。参加艦艇は連合艦隊および第二艦隊と第三艦隊から抽出された。各艦の輸送物件は、巡洋艦は人員600名と物件1,500立方メートル、秋月型駆逐艦は人員200名と物件150立方メートル、駆逐艦は人員100名と物件100立方メートル、合計4,200名と物件6,200立方メートルと推定された。
- 戊一号輸送部隊（指揮官：大和艦長大野竹二少将）（横須賀からトラック泊地への輸送）：戦艦大和[55]、駆逐艦谷風、山雲、秋雲[注釈 2]
- 戊二号輸送部隊（指揮官：第五戦隊司令官橋本信太郎少将）（呉からカビエンへの輸送）：重巡洋艦妙高（旗艦）、羽黒、利根、駆逐艦時雨（内海で漁船と衝突して損傷、不参加）[57]、白露、藤波（修理のため離脱した時雨の代艦）[57]
- 戊三号輸送部隊（指揮官：第七戦隊司令官西村祥治少将）（戊一号輸送部隊のトラック着後、トラックからカビエンへの輸送、第1部隊と第2部隊にわかれている）[53]
  - 戊三号輸送部隊、第1部隊（指揮官：第七戦隊司令官）：重巡洋艦熊野（旗艦）、鈴谷、駆逐艦谷風、満潮
  - 戊三号輸送部隊、第2部隊（指揮官：第二水雷戦隊司令官早川幹夫少将）：軽巡洋艦能代（旗艦）、大淀、駆逐艦秋月、山雲

カビエンやラバウル方面には、12月1日付で新編された第十四根拠地隊（司令官大田實少将、第83警備隊、第88警備隊など）が配置されていた。ビスマルク諸島に対する連合軍の攻勢に対し、連合艦隊は12月15日から空母瑞鶴（一航戦）所属の零戦全力と第五五二海軍航空隊（トラック所在、艦爆隊）をラバウルに派遣する。だが連日の航空戦により、ラバウルの航空戦力は急速に消耗していった。そこで東南アジア方面よりトラック泊地に移動した第二航空戦隊（司令官城島高次少将）から、空母飛鷹と軽空母龍鳳の艦上戦闘機36機がカビエンに派遣された。
二航戦の零戦部隊（龍鳳飛行長進藤三郎少佐）と、基地航空部隊（南東方面部隊）の零戦が、戊三号輸送部隊の上空援護を担当した。
母艦（龍鳳、飛鷹）と護衛部隊（浜風、電、響）は12月27日にトラック泊地を出発、カビエンに飛行機隊を派遣したのち、内地へ戻っていった。
また輸送部隊のカビエン入港時における掃海・対潜警戒のため、南東方面艦隊（第十一航空艦隊、第八艦隊）から掃海部隊や駆逐艦が派遣された。第五空襲部隊も陸上攻撃機を極力動かして、ニューアイルランド島東方海面の索敵を実施した。

## 作戦経過
戊一号輸送部隊（大和、谷風、山雲）は1943年12月20日に横須賀から出発。12月25日未明にトラック泊地西方北緯10度05分 東経150度32分 / 北緯10.083度 東経150.533度）地点で、アメリカ潜水艦スケートが大和部隊を発見、雷撃をおこなう。
大和の右舷後方（三番主砲付近）に魚雷1本が命中、4度傾斜したので770トンを注水し復元する。大和は26ノットに増速したが、特に異常はなかった。戦死者は大和乗組員や陸軍の将兵ともに皆無で、乗組員達は被雷したことに気付かなかったという。
同日、トラックに到着する。大和に熊野や鈴谷、大淀や能代が接舷し、兵員や車輌や物資の移載が行なわれた。大和を護衛してきた山雲と満潮は、そのまま戊二号輸送部隊と戊三号輸送部隊の護衛部隊に編入される。大和は工作艦明石の世話になって応急修理を実施、戊号輸送終了後の1月中旬に内地へ帰投した
アメリカ軍の方では、シャーマン少将の第37.2任務群（大型空母バンカー・ヒル、軽空母モンテレー、フレッチャー級駆逐艦6隻）が12月22日にエスピリトゥサント島を出撃した。
12月25日、第37.2任務群から発進したF6F ヘルキャット艦上戦闘機・SBC2 ヘルダイバー艦上爆撃機・TBF アヴェンジャー艦上攻撃機が、カビエンを空襲した。カビエン在泊中の船舶は、掃海艇2隻、特務駆潜艇数隻、特設輸送船（清澄丸）1隻、商船数隻であった。アメリカ側は奇襲に成功したが戦果は乏しく、日本軍の輸送船天竜丸が沈没、輸送船清澄丸および第21号掃海艇、第22号掃海艇、などが損傷した。ラバウル航空隊の一式陸上攻撃機が第37.2任務群を偵察中、艦上戦闘機により撃墜された。さらに陸攻部隊が薄暮攻撃をおこなったが、戦果はなかった。
第37.2任務群（シャーマン部隊）は1日遅れでクリスマスを祝ったあと、洋上補給を行い、エスピリトゥサント島に針路をむけた。ところがハルゼー提督は第37.2任務群に対し、再びカビエンを空襲するよう命じた。「日本軍の戦艦や巡洋艦部隊がカビエンに接近中」という情報により、攻撃準備をおこなう。ただし第37.2任務群の護衛部隊が駆逐艦6隻だけだったので、戦艦2隻（ワシントン、ノースカロライナ）と駆逐艦4隻が追加された。ウィリス・A・リー少将が指揮する6隻は、25日にエスピリサント島を出発した。31日、空母2隻や補給艦と合流する。シャーマン部隊の誰もが、自分たちが日本軍の勢力圏に踏み込み過ぎていると感じ、不安になっていたという。リー少将や将兵たちは「我々はイギリス海軍の戦艦プリンス・オブ・ウェールズ、巡洋戦艦レパルスと同じ立場だった。マレー沖海戦も戦艦2隻と駆逐艦4隻だった。」と回想している。
戊三号輸送部隊は第一部隊と第二部隊の二つに分かれていた。第一部隊（熊野、鈴谷、谷風、満潮）は12月26日午後にトラックから出発した。前日にカビエン空襲があったことから一時延期が命じられ、引き返した。ちょうどアメリカ潜水艦バラオが最上型重巡洋艦2隻と朝潮型駆逐艦2隻を発見して魚雷攻撃を敢行、爆発音を聴取したが、日本側に損害はなかった。
28日、第一部隊はトラック泊地にもどった。第一部隊は12月29日に再度出発し、12月31日にカビエン到着。揚陸完了後、1944年1月1日にトラックへ戻った。
第二部隊（能代、大淀、秋月、山雲）は12月末にトラックから出発。1944年1月1日にカビエンへ到着、揚陸を実施する。作業完了直後、シャーマン少将の空母機動部隊（バンカー・ヒル、モンテレー）から飛来した艦上機に襲撃された。二航戦派遣隊を含む零戦が米軍攻撃隊（F6F 40機、SBD 50機、TBF 16機）を邀撃し、24機撃墜を記録して零戦6機を失った。
米軍攻撃隊はカビエン在泊の商船ではなく、航行中の日本艦隊（重巡1、軽巡1、駆逐艦2）を襲撃した。洋上の対空戦闘により能代と山雲が小破、大淀に軽微な被害が生じ、秋月は無傷だった。4隻はトラック泊地に引き揚げる。先行してトラックに戻った能代と山雲のうち、能代は工作艦明石の世話になり、応急修理を実施した。日本側は基地航空隊でシャーマン隊を攻撃しようとしたが、捕捉できなかった。
シャーマン部隊の攻撃隊は、一部がカビエン在泊中の商船に矛先を向けたが、零戦との空戦に巻き込まれて艦船に対する戦果はなかった。
その頃、カビエンからトラック泊地にむかっていた特設巡洋艦清澄丸と護衛部隊（夕凪、第22号掃海艇）は、アメリカ潜水艦バラオに襲撃された。清澄丸が被雷して航行不能になる。帰投中の第二部隊より大淀と秋月が分離し、トラック泊地から来た救難部隊（軽巡那珂、駆逐艦谷風）に協力した。清澄丸に便乗中の負傷者は大淀に移乗したあと、トラック泊地で病院船天応丸（元オランダ病院船オプテンノール）や現地の病院に引き渡された。清澄丸は那珂（第十四戦隊、伊藤賢三少将）に曳航されて、1月8日トラック泊地に帰投した。明石側は内地帰投を薦めたが、清澄丸側は明石による本格的な修理を希望して、しばらくトラック泊地に残ることになったという。
戊二号輸送部隊（妙高、羽黒、利根、藤波、白露）は12月24日に内海西部から出発する。
時雨（二水戦、第27駆逐隊）が漁船と衝突したため、藤波（二水戦、第32駆逐隊）が代艦として護衛部隊に加わっており、12月29日トラック着。1944年1月2日発、1月4日カビエンに到着。利根（艦長黛治夫大佐）では迅速に揚陸するため三八式歩兵銃を纏めて梱包したため、陸軍側は抵抗感をもったという。戊二号輸送部隊の揚陸は順調に進み、午前6時頃にトラック泊地への帰途についた。
第37.2任務群は燃料補給をおこなったあと、ハルゼー提督から再びカビエン空襲を命じられた。この日、シャーマン部隊（バンカー・ヒル、モンテレー）から艦上機が飛来してカビエンを攻撃する。戊二号輸送部隊はスコールに逃げ込んだので発見されず、米軍攻撃隊はカビエン周辺の艦艇を攻撃した。
対潜警戒のためカビエンで揚陸作業を掩護していた第22駆逐隊（第三水雷戦隊）の駆逐艦2隻（皐月、文月）が、カビエンからラバウルに戻る途中で空襲に遭遇した。文月は機銃掃射で死傷者多数を出し、皐月も至近弾や機銃掃射でかなりの被害をうけ、飯野忠男艦長戦死など、2隻の人的被害も甚大であった。シャーマン部隊は、輸送船団の後方にいた駆逐艦2隻を襲撃、魚雷や爆弾を命中させて1隻を確実に撃沈と報告している。
空襲を実施したシャーマン部隊も、日本軍の索敵機に幾度か発見されていた。シャーマン部隊の艦上機は日本軍の哨戒機や偵察部隊を撃墜し、機動部隊に対する空襲はなかった。
シャーマン部隊は反撃を怖れて退避し、1月7日にエスピリサント島に戻った。そして、次の作戦に向けて準備をおこなった。

## その後
シャーマン部隊から戊三号輸送部隊を守り抜いた第二五三海軍航空隊などのラバウル航空隊だが、連日の航空戦により急速に消耗していった。二航戦のカビエン派遣隊（零戦36機）は作戦で8機を失い、14機が南東方面に転用され、残りは原隊に復帰した。ところがラバウルの第二十六航空戦隊をトラック泊地に後退させるかわりにラバウル進出を命じられ、二航戦（戦闘機62、艦爆18、艦攻17）は再び南東方面に移動した。トラック空襲後にトラック泊地へ撤退したが、基地要員は輸送船が撃沈されて全員行方不明となった。
戊三号輸送部隊に参加した各艦のうち、大和と駆逐艦3隻（朝雲、満潮、藤波）は呉に帰投した。大和は23ノットという巡航速力で内地にむかった。途中でアメリカ潜水艦ハリバットが大和部隊を発見して追跡したが、振り切られた。
戊二号輸送部隊の代わりに米軍機動部隊艦上機の攻撃を吸収した第22駆逐隊のうち、文月はトラック泊地で明石により応急修理をうけたあと、ラバウルに進出して最前線の任務に従事した。皐月は機関部に損傷が及んだため本格的修理が必要となり、応急修理をおこなったあと、佐世保に帰投した。
1月下旬、独立混成第一連隊の第二大隊（大隊長岩上泰一郎少佐、約750名）は第4駆逐隊（司令磯久研磨大佐：山雲、野分、舞風）などによる鼠輸送によってアドミラルティ諸島（マヌス島のロレンガウ）へ送られ、マヌス島とロスネグロス島の守備隊を増強した。その後、連合国軍はビスマルク諸島に対して空襲や艦砲射撃をおこない、圧力を強めた。1944年2月下旬、マッカーサー軍（第5騎兵師団、第7艦隊）が実施した上陸作戦により、同諸島の日本軍守備隊は全滅している。
トラック泊地も、2月17日と18日にアメリカ海軍機動部隊の襲撃で大打撃をうけた。この空襲にはバンカー・ヒルも第58任務部隊として参加し、香取船団（軽巡香取、駆逐艦舞風、野分、特設巡洋艦赤城丸）を攻撃している。他にも軽巡那珂を撃沈した。
カビエン空襲を生き延びた特設巡洋艦清澄丸と、駆逐艦文月も沈没した。それと前後してギルバート諸島とマーシャル諸島も失陥した。